# Перевозский уезд

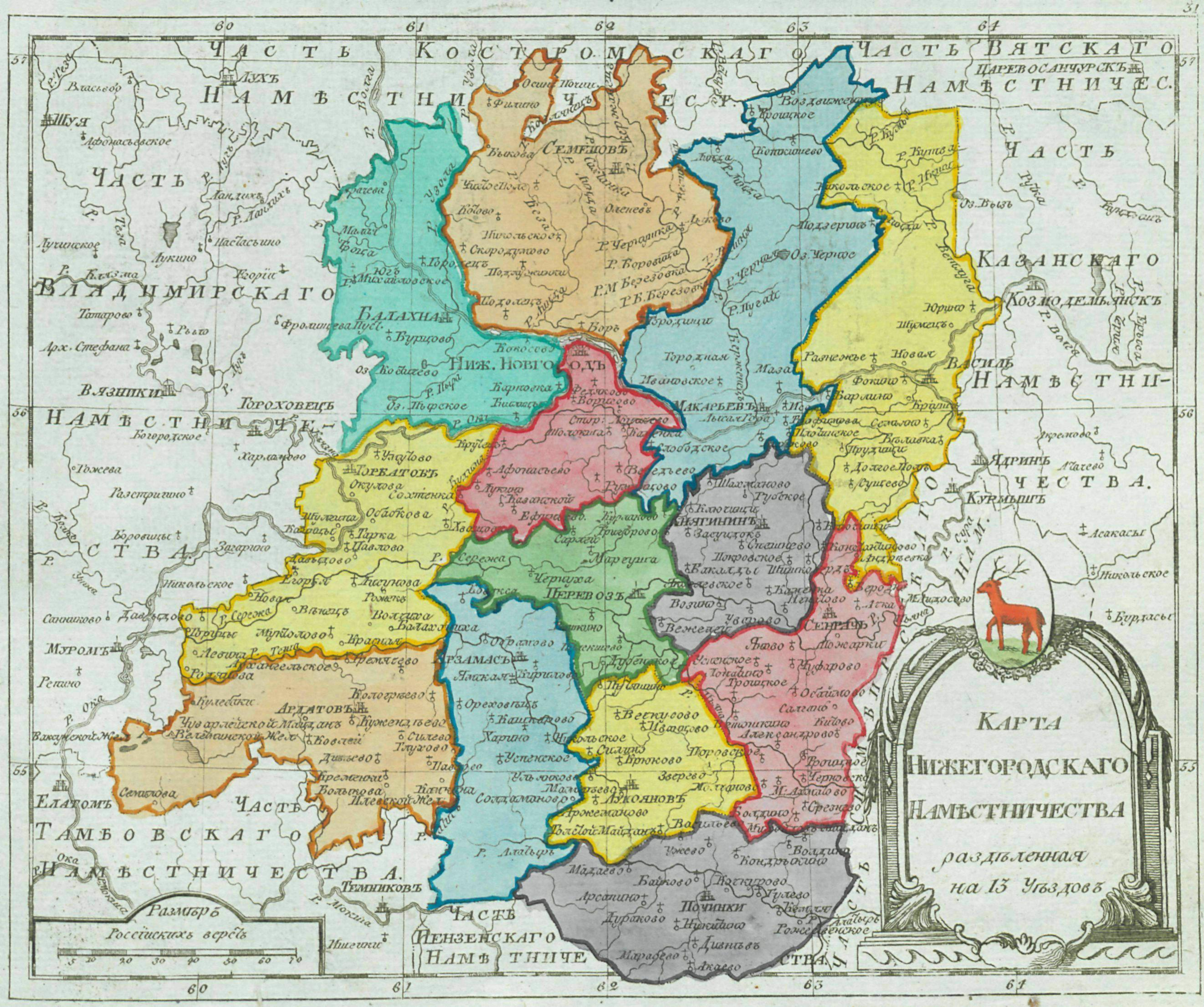
Перевозский уезд на карте Псковского наместничества, 1792 год

Перевозский уезд — административно-территориальная единица Российской империи с центром в городе Перевоз, существовавшая в 1779—1798 годах.
Перевозский уезд был образован указом от 5 сентября 1779 года в ходе административной реформы Екатерины II в составе Нижегородского наместничества. Центром уезда было назначено селение Пьянский Перевоз, возведённое при этом в статус города и переименованное в Перевоз.
В 1796 году Нижегородское наместничество было преобразовано в Нижегородскую губернию.
12 апреля 1798 года Перевозский уезд был упразднён.